# کنستانتین قاراگیوزیان
کنستانتین گریگوری قاراگیوزیان (ارمنی: Կոնստանտին Գրիգորի Ղարագյոզյան؛  زادهٔ ۲۹ سپتامبر ۱۹۲۷ - درگذشته ۲۸ آوریل ۲۰۱۳) زیست‌شیمی‌دان اهل ارمنستان بود.

## زندگی‌نامه
وی در ۲۹ سپتامبر ۱۹۲۷ در ایروان به دنیا آمد و از دانشگاه پزشکی دولتی ایروان فارغ‌التحصیل گشت. وی عضو فرهنگستان ملی علوم ارمنستان بود. همچنین برندهٔ جوایزی همچون نشان آنانیا شیراکاتسی (۲۰۰۳) و دانشمند شایسته جمهوری ارمنستان (۲۰۱۲) شده است. وی در ۲۸ آوریل ۲۰۱۳ در سن ۸۵ سالگی درگذشت.

## یادداشت
1. ↑  կենսաբանական գիտությունների